# روکا سانتا ماریا
روکا سانتا ماریا (به ایتالیایی: Rocca Santa Maria) یک کومونه در ایتالیا است که در استان تیرامو واقع شده‌است.

## خصوصیات
روکا سانتا ماریا ۶۱ کیلومترمربع مساحت و ۶۳۲ نفر جمعیت دارد و ۱٬۰۷۳ متر بالاتر از سطح دریا واقع شده‌است.